# Alexandre Machado da Silva
Alexandre Machado da Silva (Arroio Grande, 4 de maio de 1930) é um político brasileiro.
Foi eleito, em 3 de outubro de 1963, deputado estadual, pelo PSD, para a 42ª Legislatura da Assembleia Legislativa do Rio Grande do Sul, de 1963 a 1967.
Foi ainda deputado federal e conselheiro do Tribunal de Contas do Rio Grande do Sul.